# Lobelia macraeana
Lobelia macraeana är en klockväxtart som beskrevs av Franz Elfried Wimmer. Lobelia macraeana ingår i släktet lobelior, och familjen klockväxter.
Artens utbredningsområde är Sri Lanka. Inga underarter finns listade i Catalogue of Life.